# Cubam
Cubam est un récepteur membranaire spécialisé dans la captation du complexe vitamine B12 - facteur intrinsèque. Il est composé de deux protéines : amnionless et la cubiline. Un défaut dans l'activité d'une de ces deux protéines causera une malabsorption de la vitamine B12, nommé syndrome de Imerslund-Grasbeck.